# Тиран-інка андійський
Тира́н-і́нка андійський (Leptopogon superciliaris) — вид горобцеподібних птахів родини тиранових (Tyrannidae). Мешкає в Центральній і Південній Америці.

## Опис
Довжина птаха становить 12,5 см, вага 12 г. Тім'я темно-сіре, обличчя сірувате, над очима сірі "Брови", на скронях чорні плями у формі півмісяця. Верхня частина тіла оливково-зелена, крила темні, на крилах дві жовтуваті смужки. Горло білувате, груди зеленувато-жовті, живіт жовтий. Дзьоб довгий, міцний, зверху чорний, знизу біля основи рожевуватий. Виду не притаманний статевий диморфізм. У молодих птахів тім'я більш оливкове, візерунок на обличчі менш виражений, на крилах руді смуги, нижня частина тіла світліша.

## Підвиди
Виділяють два підвиди:
- L. s. superciliaris Tschudi, 1844 — гори Коста-Рики і Панами, Колумбія (всі три хребти Анд), гори Сьєрра-де-Періха на кордоні Колумбії і Венесуели, північна Венесуела (Кордильєра-де-Мерида, Прибережний хребет Анд і півострів Парія[en]), острів Тринідад, Еквадор (обидва хребти Анд) і східне Перу (на південь до Аякучо);
- L. s. albidiventer Hellmayr, 1918 — Східний хребет Перуанських Анд (на південь від Куско) і північна Болівія (Ла-Пас, Кочабамба, західний Санта-Крус).

## Поширення і екологія
Андійські тирани-інки мешкають в Коста-Риці, Панамі, Колумбії, Венесуелі, Еквадорі, Перу, Болівії та на Тринідаді і Тобаго. Вони живуть в підліску вологих гірських і рівнинних тропічних лісів, на узліссях, в заростях на берегах річок і озер. Зустрічаються на висоті від 600 до 2400 м над рівнем моря.

## Поведінка
Андійські тирани-інки зустрічаються поодинці або парами. Вони живляться комахами та ягодами. Гніздо кулеподібне з бічним входом. В кладці 2 білих яйця.